# Gnopharmia objectaria
Gnopharmia objectaria là một loài bướm đêm trong họ Geometridae.